# Де Корт, Кун
Кун де Корт (нидерл. Koen de Kort; род. 8 сентября 1982, Гауда, Нидерланды) — голландский профессиональный шоссейный велогонщик, выступающий  за американскую команду мирового тура «Trek-Segafredo».

## Достижения
2004
1-й Ronde van Vlaams-Brabant
1-й на этапе 1
1-й Париж — Рубе U23
1-й Гран-при Эдди Меркса (c Томасом Деккером)
2-й Чемпионат Нидерландов по циклокроссу (U-23)
3-й Париж — Коррез
2005
1-й на этапе 4 Тур де л’Авенир
2008
3-й  Чемпионат Нидерландов в индивидуальной гонке
4-й Стер ЗЛМ Тур
2009
1-й Suzuka Road Race in Japan
2010
9-й Тур Британии
9-й Чемпионат Нидерландов в групповой гонке
2012
3-й Дварс дор Фландерен
7-й Стер ЗЛМ Тур
10-й Чемпионат Нидерландов в групповой гонке
2018
9-й Кубок Японии
| № | Дата            | Кат. | Страна  | Тип    | Гонка                | Команда               |
| - | --------------- | ---- | ------- | ------ | -------------------- | --------------------- |
| 1 | 29 августа 2004 | 1.2  | Бельгия | Дуэт   | Гран-при Эдди Меркса | Rabobank GS3          |
| 2 | 4 сентября 2005 | 2.1  | Франция | 4 этап | Тур де л’Авенир      | Liberty Seguros-Würth |

## Статистика выступлений
Чемпионаты
| Соревнование          | Соревнование | 2005 | 2006 | 2007 | 2008 | 2009 | 2010 | 2011 | 2012 | 2013 | 2014 | 2015 | 2016 | 2017 | 2018 | 2019 |
| --------------------- | ------------ | ---- | ---- | ---- | ---- | ---- | ---- | ---- | ---- | ---- | ---- | ---- | ---- | ---- | ---- | ---- |
| Чемпионат мира в RR   | RR           | —    | —    | —    | —    | —    | 62   | —    | 16   | —    | —    | —    | 44   | 119  | —    | —    |
| Чемпионат Нидерландов | ITT          | —    | —    | —    | 3    | —    | —    | —    | —    | —    | —    | —    | —    | —    | —    | —    |
| Чемпионат Нидерландов | RR           | 35   | —    | 15   | 17   | 19   | 9    | 27   | 10   | —    | 14   | 35   | 36   | 15   | 20   | 53   |

Гранд-туры
| Гонка           | 2006 | 2007 | 2008 | 2009 | 2010 | 2011 | 2012 | 2013 | 2014 | 2015 | 2016 | 2017 | 2018 | 2019 |
| --------------- | ---- | ---- | ---- | ---- | ---- | ---- | ---- | ---- | ---- | ---- | ---- | ---- | ---- | ---- |
| Джиро д'Италия  | 124  | —    | —    | —    | —    | —    | —    | 78   | —    | —    | —    | —    | —    | —    |
| Тур де Франс    | —    | —    | —    | 111  | —    | —    | 103  | 138  | 92   | 73   | —    | 70   | 78   | 125  |
| Вуэльта Испании | —    | —    | —    | —    | —    | 68   | 85   | —    | НФ   | 64   | 96   | 77   | —    | —    |

Однодневки
| Монументальные гонки  |      |      |      |      |      |      |      |      |      |      |      |      |      |      |      |
| Гонка                 | 2005 | 2006 | 2007 | 2008 | 2009 | 2010 | 2011 | 2012 | 2013 | 2014 | 2015 | 2016 | 2017 | 2018 | 2019 |
| Милан — Сан-Ремо      | —    | —    | НФ   | —    | —    | —    | —    | 19   | НФ   | 80   | 63   | 44   | 72   | 43   | 110  |
| Тур Фландрии          | НФ   | 63   | 44   | НФ   | НФ   | 36   | 100  | —    | 95   | 54   | 42   | НФ   | 75   | 42   | 101  |
| Париж — Рубе          | 24   | 77   | 51   | —    | НФ   | НФ   | 66   | —    | НФ   | 83   | 31   | 23   | 29   | 31   | 49   |
| Льеж — Бастонь — Льеж | НФ   | —    | —    | —    | НФ   | —    | —    | —    | —    | —    | —    | —    | —    | —    | —    |
| Джиро ди Ломбардия    | —    | НФ   | —    | —    | —    | —    | —    | —    | —    | —    | —    | —    | НФ   | —    | —    |
| Классические гонки    |      |      |      |      |      |      |      |      |      |      |      |      |      |      |      |
| Дварс дор Фландерен   | —    | —    | —    | НФ   | 12   | 22   | 19   | 3    | НФ   | —    | —    | —    | —    | 111  | 115  |

| —  | Не участвовал  |
| НФ | Не финишировал |